# Edgar Castillo
Edgar Eduardo Castillo Carrillo (* 8. Oktober 1986 in Las Cruces, New Mexico) ist ein mexikanisch-US-amerikanischer Fußballspieler.
Der Sohn mexikanischer Einwanderer spielte sowohl für die mexikanische als auch für die US-amerikanische Fußballnationalmannschaft. Er ist damit einer von zwei Spielern, neben Martin Vasquez, die für beide Länder aktiv waren. Seit 2015 spielt er für CF Monterrey in der mexikanischen Liga MX. Für die Saison 2018 ist er an die Colorado Rapids ausgeliehen.

## Spielerkarriere

### Jugend
Castillo wuchs in Las Cruces, New Mexico auf und besuchte dort die Mayfield High School, bei deren Schulmannschaft er aktiv war. 2002 erhielt er die Auszeichnung NSCAA/Adidas High School State Player of the Year und war einer der besten High-School-Fußballspieler in New Mexico. Nebenbei spielte Castillo für einen lokalen Jugendfußballklub und erreichte mit der Mannschaft das Finale des Dallas Cup, einem internationalen Jugendturnier, im Jahr 2004.

### Profi in Mexiko
Edgar Castillo spielte von 2006 bis 2008 für den mexikanischen Erstligisten Santos Laguna. Nachdem er einen Stammplatz erreicht hatte, konnte er 2008 mit der Mannschaft die Meisterschaft in der Liga MX erreichen. Im Januar 2009 wechselte er zu Club América, wo er bis 2012 spielte, aber mehrfach an andere mexikanische Mannschaften ausgeliehen wurde.
Am 23. November 2011 wurde er von Club Tijuana ausgeliehen, zu denen er 7. Juni 2012 wechselte. 2014 schloss er sich Club Atlas an.

### Nationalmannschaft

#### Mexiko
Im August 2007 wurde Castillo zu drei Freundschaftsspielen der mexikanischen Fußballnationalmannschaft eingeladen. Am 22. August 2007 gab er sein Debüt in einem Spiel gegen Kolumbien. Im März 2008 nahm er mit der U-23 Mexikos an dem Olympia-Qualifikationsturnier, dem CONCACAF Men Pre-Olympic Tournament, für die Olympischen Sommerspiele 2008 teil.
Er absolvierte noch zwei weitere Spiele für Mexiko.

#### USA
Nach einer Regeländerung der FIFA durfte Castillo für die Fußballnationalmannschaft der Vereinigten Staaten spielen, da er noch kein internationales Pflichtspiel für Mexiko bestritten hat. Dieses war aber nur möglich weil Castillo noch nicht über 21 Jahre war.
Am 18. November 2009 gab er sein Debüt für die USA in einem Freundschaftsspiel gegen Dänemark. 2013 konnte er mit den Vereinigten Staaten den CONCACAF Gold Cup gewinnen.

## Erfolge

### USA
- CONCACAF Gold Cup:
  - Sieger: 2013

### Club Tijuana
- Liga MX (1): Apertura 2012

### Santos Laguna
- Liga MX (1): Clausura 2008